# Woodsia plummerae
Woodsia plummerae là một loài thực vật có mạch trong họ Woodsiaceae. Loài này được Lemmon miêu tả khoa học đầu tiên năm 1882.